# Ida (planina u Grčkoj)
Planina Ida ("planina božice") je naziv za dvije planine, koje su bile svete za stare Grke, te su imale i mitski značaj. To su planina Ida na Kreti u Grčkoj i istoimena planina u Turskoj, koja se danas naziva i Kazdağı. 
Obje su planine povezane s majčinskim božicama: ona u Turskoj s Kibelom, te ona na Kreti s Rejom. 